# All In (2024)
O All In 2024, também promovido como All In London no Wembley Stadium ou simplesmente All In London, foi o segundo evento anual All In de wrestling profissional pay-per-view (PPV) produzido pela promoção americana All Elite Wrestling (AEW), e terceiro evento All In geral. Aconteceu durante o fim de semana do feriado bancário de agosto no Reino Unido, em 25 de agosto de 2024, no Estádio de Wembley, em Londres, Inglaterra.

## Produção

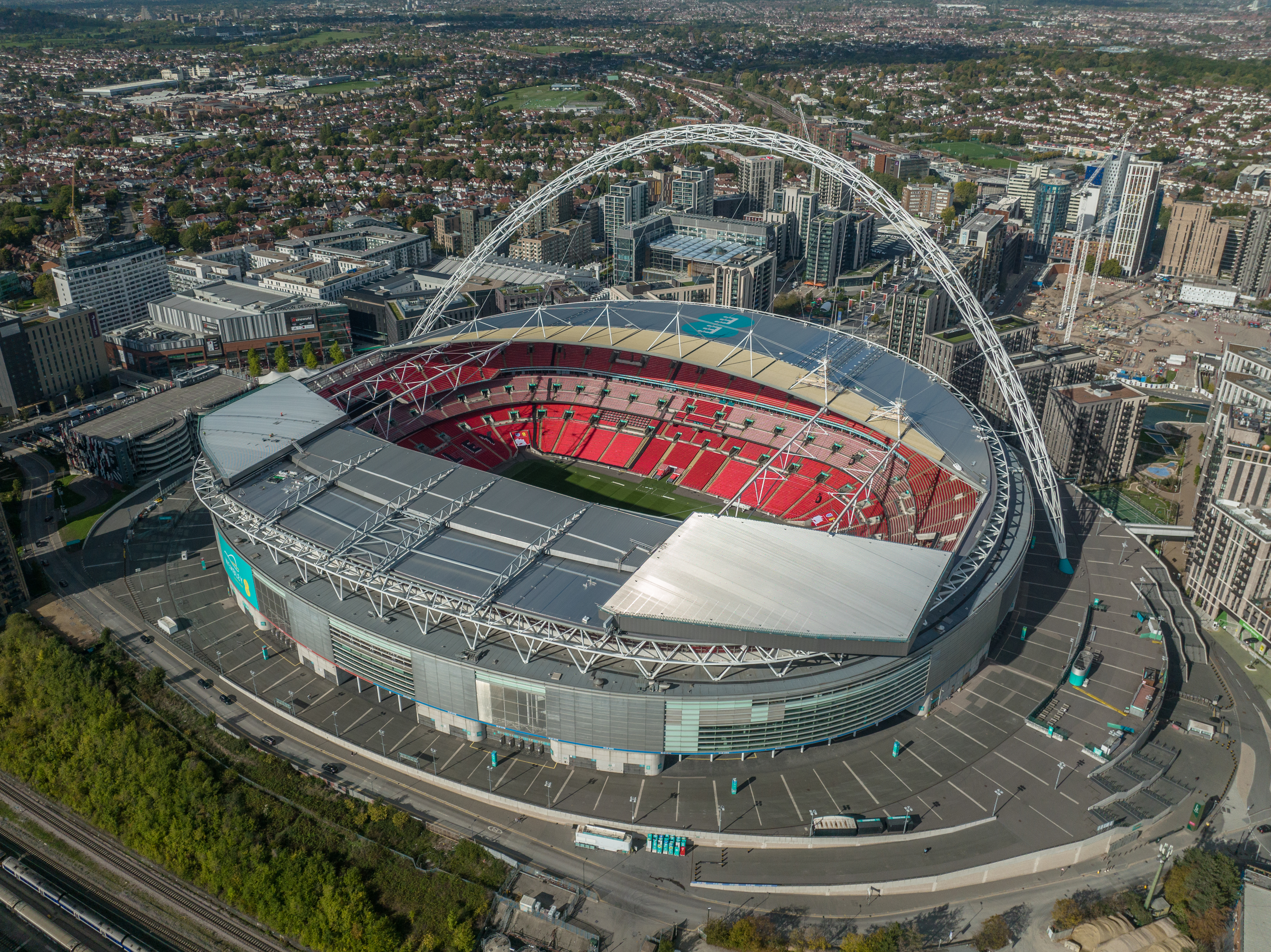
O evento foi realizado no Estádio de Wembley, em Londres, Inglaterra, pelo segundo ano consecutivo.

All In foi realizado pela primeira vez como um evento independente de wrestling profissional pay-per-view (PPV) em setembro de 2018 e foi produzido por membros da The Elite em associação com Ring of Honor (ROH), que manteve os direitos de All In. O evento inspirou a formação da promoção americana All Elite Wrestling (AEW) em janeiro de 2019, e depois que o presidente da AEW, Tony Khan, comprou a ROH em março de 2022, AEW reviveu o All In como seu primeiro evento PPV realizado em no Reino Unido, que ocorreu durante o fim de semana do feriado bancário de agosto de 2023 no Estádio de Wembley, em Londres, Inglaterra . Na conclusão do evento de 2023, a AEW anunciou que o All In retornaria ao Estádio de Wembley em 25 de agosto de 2024. Os ingressos foram colocados à venda em 1º de dezembro de 2023.

### Enredos
All In London no Wembley Stadium apresentou lutas de wrestling profissional que foram o resultado de rivalidades e histórias preexistentes, com resultados predeterminados pelos escritores da AEW. As histórias foram produzidas nos programas semanais de televisão da AEW, Dynamite, Collision e Rampage.

## Resultados
| Nº                                          | Resultados | Estipulações | Tempo |
| ------------------------------------------- | --- | --- | ----- |
| Pré- show                                   | Tommy Billington, Kip Sabian, Rocky Romero, Kyle Fletcher, Lio Rush, Action Andretti, e Top Flight (Darius Martin e Dante Martin) (com Don Callis) derrotaram Jay Lethal, Satnam Singh, Anthony Ogogo, Ariya Daivari, Private Party (Isiah Kassidy e Marq Quen), e The Dark Order (John Silver e Alex Reynolds) (com Evil Uno e Sonjay Dutt) | Luta de 16 homens | 11:35 |
| Pré- show                                   | Willow Nightingale e Tomohiro Ishii derrotaram Kris Statlander e Stokely Hathaway | Luta de duplas mista Como Nightingale e Ishii venceram, eles tiveram que escolher a estipulação da partida entre Nightingale e Statlander em All Out.     | 8:10  |
| Pré- show                                   | The Von Erichs (Marshall Von Erich e Ross Von Erich), Sammy Guevara, Katsuyori Shibata, e Dustin Rhodes (com Kevin Von Erich) derrotaram Undisputed Kingdom (Matt Taven e Mike Bennett) e Cage of Agony (Bishop Kaun, Brian Cage, e Toa Liona)                                                                                               | Luta de 10 homens | 11:10 |
| 1                                           | Pac e Blackpool Combat Club (Claudio Castagnoli e Wheeler Yuta) derrotaram The Patriarchy (Christian Cage, Killswitch, e Nick Wayne) (c) (com Mother Wayne), Bang Bang Gang (Juice Robinson, Austin Gunn, e Colten Gunn), e House of Black (Malakai Black, Brody King, e Buddy Matthews)                                                     | Four-way London Ladder match pelo AEW World Trios Championship                                                                                            | 18:50 |
| 2                                           | Mariah May derrotou "Timeless" Toni Storm (c) (com Luther) | Luta individual pelo AEW Women's World Championship | 15:15 |
| 3                                           | Hook derrotou Chris Jericho (c) (com Big Bill e Bryan Keith) | Luta Last Chance pelo FTW Championship Se Hook tivesse perdido, ele nunca teria sido capaz de lutar pelo título novamente enquanto Jericho fosse campeão. | 10:15 |
| 4                                           | The Young Bucks (Matthew Jackson e Nicholas Jackson) (c) derrotaram FTR (Cash Wheeler e Dax Harwood) e The Acclaimed (Anthony Bowens e Max Caster) (com Billy Gunn) | Three-way tag team match pelo AEW World Tag Team Championship                                                                                             | 12:05 |
| 5                                           | Christian Cage ganhou fazendo pin no Kyle O'Reilly | Casino Gauntlet match para uma futura luta pelo AEW World Championship                                                                                    | 26:00 |
| 6                                           | Will Ospreay derrotou MJF (c) | Luta individual pelo AEW International Championship | 25:50 |
| 7                                           | Mercedes Moné (c) (com Kamille) derrotou Dr. Britt Baker, D.M.D. | Luta individual pelo AEW TBS Championship | 17:25 |
| 8                                           | Jack Perry (c) derrotou Darby Allin fechando Allin dentro do caixão | Coffin match pelo AEW TNT Championship | 10:40 |
| 9                                           | Bryan Danielson derrotou Swerve Strickland (c) (com Prince Nana) | Title vs. Career match pelo AEW World Championship | 26:00 |
| (c) – Refere-se aos campeões antes da luta. | | |       |

1. ↑  Ordem dos participantes: Orange Cassidy, Kazuchika Okada, Nigel McGuinness, Kyle O'Reilly, Zack Saber Jr., Roderick Strong, Mark Briscoe, "Hangman" Adam Page, Jeff Jarrett, Ricochet, Christian Cage, e Killswitch
2. ↑  Indo para a partida, o título estava sendo chamado não oficialmente de AEW American Championship. Foi restaurado como Campeonato Internacional após a vitória de Ospreay.